# Mopus Brook
Mopus Brook – rzeka w Stanach Zjednoczonych, położona na terenie stanów Nowy Jork oraz Connecticut, w hrabstwach, odpowiednio: Putnam oraz Fairfield.
Rzeka jest dopływem rzeki Titicus. Zarówno długość cieku, jak i powierzchnia zlewni nie zostały oszacowane przez USGS. 